# Palmette
Palmette (fr. palmette) er et ornament, der har fået sit navn, fordi det minder om et palmeblad eller en palmekrone. Det forekommer i oldægyptisk ornamentik i dennes yngre perioder, og er her i reglen formet som en liljeagtig blomst med en viftelignende bladgruppe i bægeret.
Mere palmebladskarakter har palmetten i den assyriske kunst; her er viften vokset, mens blomsterbægeret er skrumpet ind til et par underordnede volutter.
Omtrent i denne form nåede det med de stærke orientalske påvirkninger ind i den hellenske kultur, som forædlede formerne, og hvor palmetten fik stor betydning i vasemaleriet og i arkitekturen (sml. Akroterion). Udført i skulptur blev palmetten beriget med akantusbladmotiver.
Fra Hellas og Rom gik palmetten i arv til byzantinsk, arabisk og romansk stil og blev genoptaget af den italienske renæssance. Nyklassicismen korrigerede på ny sine palmetter efter de antikke forbilleder.